# Tangentialkraft

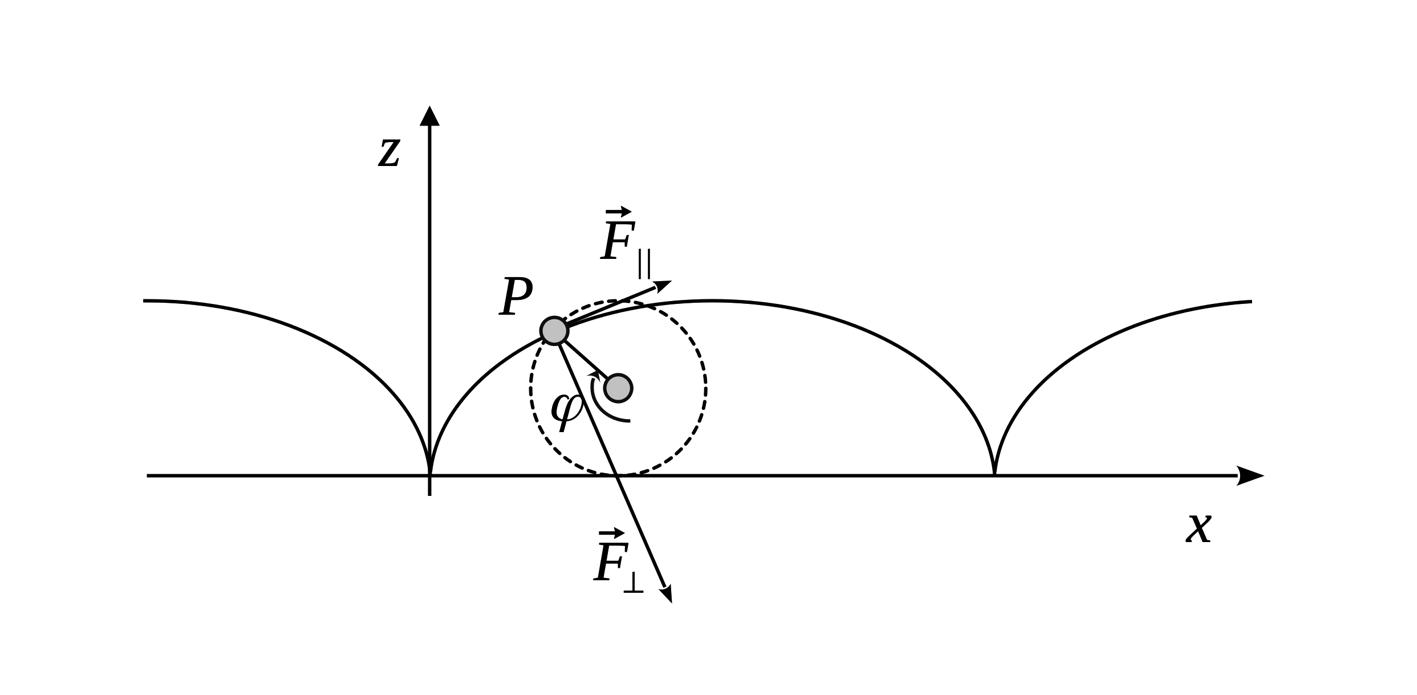
Tangential- und Normalkraft entlang einer Zykloide

Die Tangentialkraft wirkt tangential zur Bahnkurve eines bewegten Körpers. Das heißt, sie wirkt entlang der Richtung, in die sich das Objekt gerade bewegt. Die Richtungsänderung ist für sie unbedeutend. Dies kann, wenn keine weiteren Kräfte wirken, zu einer Geschwindigkeitsänderung {\displaystyle \Delta v} in Richtung der Kraft führen.
Wirken in einer Ebene mehrere Kräfte auf die Beschleunigung eines Körpers, so lässt sich die Resultierende in die beiden senkrechten Komponenten der Tangentialkraft {\displaystyle {\vec {F}}_{||}} und der Normalkraft {\displaystyle {\vec {F}}_{\bot }} zerlegen. Die Tangentialkomponente verändert nur den Betrag der Geschwindigkeit und nicht die Richtung. Die Normalkraft ändert nur die Bewegungsrichtung in Abhängigkeit von der Geschwindigkeit des Körpers und der Bahnform.

## Beispiele

### Freier Fall im homogenen Schwerefeld
Der freie Fall im homogenen Schwerefeld beschreibt die Bewegung eines Körpers, der nur durch die konstante Gravitationskraft beeinflusst wird, ohne dass Luftwiderstand oder andere Kräfte wirken. Im homogenen Schwerefeld ist die Gravitationskraft überall gleich groß und wirkt in die gleiche Richtung. Die Tangentialkraft {\displaystyle {\vec {F}}_{\|}} verläuft parallel zur Gewichtskraft {\displaystyle {\vec {F}}_{\text{G}}}.
{\displaystyle {\vec {F}}_{\|}={\vec {F}}_{\text{G}}=m{\vec {g}}}
Der Körper erfährt also eine konstante Beschleunigung {\displaystyle g}. Ohne Reibung und Luftwiderstand ist der zurückgelegte Weg {\displaystyle s} proportional dem Quadrat der Fallzeit {\displaystyle t}: {\displaystyle s\sim t^{2}}.

### Hangabtriebskraft an der schiefen Ebene

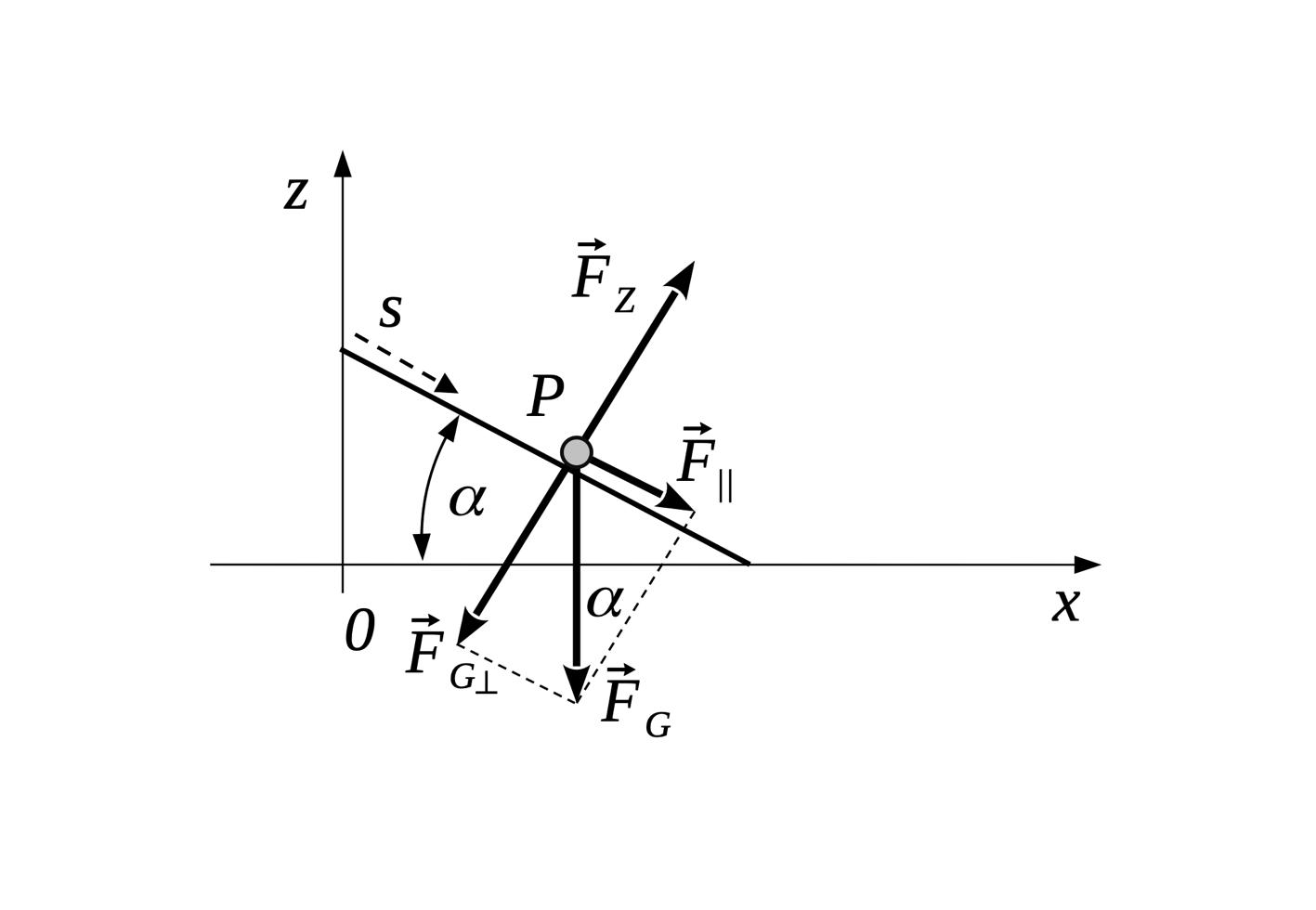
Tangentialkraft entlang der schiefen Ebene

In einem homogenen Schwerefeld beschleunigt die Tangentialkraft {\displaystyle {\vec {F}}_{\|}} einen Körper {\displaystyle P} der Masse {\displaystyle m} auf der schiefen Ebene ohne Wirkung der Reibung nach unten:
{\displaystyle {\vec {F}}_{\|}={\vec {F}}_{G}+{\vec {F}}_{Z}\quad {\text{mit}}\quad |{\vec {F}}_{\|}|=|{\vec {F}}_{G}|\sin \alpha =mg\sin \alpha }
Die Beschleunigung {\displaystyle g\sin \alpha } durch die Hangabtriebskraft {\displaystyle {\vec {F}}_{\|}} ist um den Faktor {\displaystyle \sin \alpha } kleiner als im freien Fall.
Die von der schiefen Ebene auf den Körper {\displaystyle P} ausgeübte Zwangskraft {\displaystyle {\vec {F}}_{Z}} ist betragsmäßig gleich der Normalkomponente der Gewichtskraft {\displaystyle |{\vec {F}}_{G\bot }|=mg\sin \alpha }, wirkt jedoch in entgegengesetzter Richtung {\displaystyle {\vec {F}}_{Z}=-{\vec {F}}_{G\bot }}. Es herrscht Kräftegleichgewicht senkrecht zur Ebene, so dass der Körper in dieser Richtung nicht beschleunigt wird.

### Reibungskraft zwischen festen Körpern
Ein Beispiel für eine Tangentialkraft ist die Kraft, die uns in den Sitz drückt, wenn wir im Auto Gas geben. Die Tangentialgeschwindigkeit ändert sich, wenn nicht andere Kräfte dies verhindern.  Im realen Fall mit Reibung muss die Beschleunigungskraft {\displaystyle F_{\|}} einen Schwellenwert überschreiten, damit sich ein Körper in Bewegung setzt. Diese Beschleunigungskraft muss immer größer sein als die Reibungskraft {\displaystyle F_{\text{R}}}, die als Tangentialkraft mit dem Einheitsvektor {\displaystyle {\vec {e}}_{\|}} immer der Bewegungsrichtung entgegengerichtet ist. Mit der Normalkraft {\displaystyle F_{\bot }} des Körpers senkrecht zur Auflage beträgt die Reibungskraft erfahrungsgemäß
{\displaystyle {\vec {F}}_{\text{R}}=-\mu \,F_{\bot }{\vec {e}}_{\|}}
Die Reibungszahl {\displaystyle \mu } steigt von der Rollreibung über die Gleitreibung zur Haftreibung an.

### Luftwiderstand
Der Luftwiderstand {\displaystyle F_{\text{Luft}}} ist die Reibungskraft, die einem sich mit der Geschwindigkeit {\displaystyle v} bewegenden Körper in der Luft entgegenwirkt.
{\displaystyle F_{\text{Luft}}={\textstyle {\frac {1}{2}}}C_{\text{W}}\cdot \rho \cdot A\cdot v^{2}}
Sie ist also eine Tangentialkraft, die nicht nur quadratisch mit der Geschwindigkeit {\displaystyle v^{2}} wächst, sondern auch proportional zum Widerstandsbeiwert {\displaystyle C_{\text{W}}}, zur Luftdichte {\displaystyle \rho } und zur Querschnittsfläche {\displaystyle A} ist.

### Viskose Reibung in Flüssigkeiten
Eine Kugel mit dem Radius {\displaystyle r} sinkt mit konstant kleiner Geschwindigkeit {\displaystyle v} durch eine Flüssigkeit (Reynolds-Zahl Re<0,4). Die der Bewegung entgegenwirkende viskose Reibungskraft berechnet sich zu
{\displaystyle {\vec {F}}_{\text{viskos}}=-6\pi \cdot \eta \cdot r\cdot {\vec {v}}}
Die viskose Reibung oder Stokes-Reibung tritt in Flüssigkeiten auf und hängt von der dynamischen Viskosität {\displaystyle \eta } der Flüssigkeit ab. Sie ist eine Tangentialkraft. Bei konstanter Geschwindigkeit herrscht Kräftegleichgewicht zwischen Reibungskraft und Gewichtskraft:
{\displaystyle 0={\vec {F}}_{\|}+{\vec {F}}_{\text{viskos}}={\vec {F}}_{\text{G}}+{\vec {F}}_{\text{viskos}}=m{\vec {g}}-6\pi \cdot \eta \cdot r\cdot {\vec {v}}\quad \Rightarrow \quad v={\frac {m\cdot g}{6\pi \cdot \eta \cdot r}}}

### Tangentialkraft am Fadenpendel

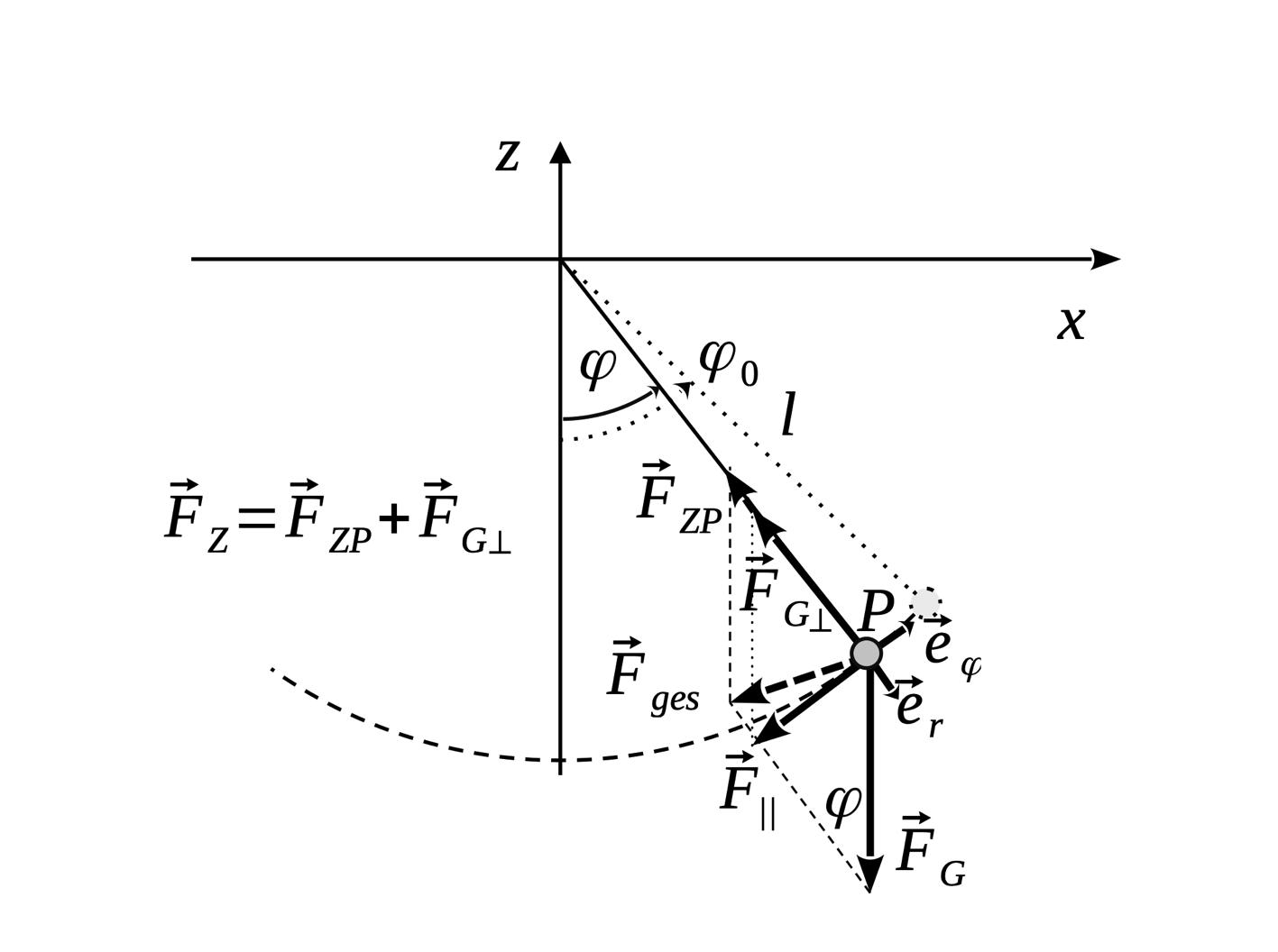
und Fadenspannung erzeugen die Tangentialkraft am Fadenpendel

Beim Fadenpendel schwingt ein Körper der Masse {\displaystyle m} an einem masselosen Faden fester Länge {\displaystyle l} im homogenen Gravitationsfeld {\displaystyle {\vec {g}}=-g\,{\vec {e}}_{z}} auf einer Kreisbahn mit dem Auslenkungswinkel {\displaystyle \varphi } hin und her. Die Kraft, die den Pendelkörper auf seiner Bahn beschleunigt, ist die Tangentialkraft {\displaystyle {\vec {F}}_{\|}=F_{\|}\,{\vec {e}}_{T}}. Eine Kraft {\displaystyle {\vec {F}}_{Z}=F_{Z}\,{\vec {e}}_{N}} senkrecht zur Bewegungsrichtung {\displaystyle {\vec {e}}_{T}} zwingt den Körper auf die Kreisbahn. Die Bewegung erfolgt in einer Ebene und wir brauchen die binormale Komponente der Zwangskraft entlang {\displaystyle {\vec {e}}_{B}={\vec {e}}_{T}\times {\vec {e}}_{N}} nicht zu berücksichtigen. Die Newtonsche Bewegungsgleichung mit einer Zwangskraft lautet:
{\displaystyle m\,{\vec {a}}=m\,{\vec {g}}+F_{Z}\,{\vec {e}}_{N}=-mg\,{\vec {e}}_{z}+F_{Z}\,{\vec {e}}_{N}}
Mit Polarkoordinaten und parametrisiert durch die Bogenlänge {\displaystyle s=l\varphi } wird die Lage des Pendelkörpers {\displaystyle P} durch {\displaystyle {\vec {r}}_{P}} beschrieben:
{\displaystyle {\vec {r}}_{P}={\begin{pmatrix}x\\z\\\end{pmatrix}}={\begin{pmatrix}l\sin \varphi \\-l\cos \varphi \\\end{pmatrix}}={\begin{pmatrix}l\sin {\frac {s}{l}}\\-l\cos {\frac {s}{l}}\\\end{pmatrix}}=l\,{\vec {e}}_{r}\quad {\text{mit }}{\vec {e}}_{r}={\begin{pmatrix}\sin {\frac {s}{l}}\\-\cos {\frac {s}{l}}\\\end{pmatrix}}}
Die Geschwindigkeit ist die erste Zeitableitung des Ortsvektors {\displaystyle {\dot {\vec {r}}}_{P}={\vec {v}}_{P}} mit {\displaystyle v={\dot {s}}}, wobei die Zeitableitung durch einen Punkt {\displaystyle ^{.}=\partial /\partial t} über der abzuleitenden Größe symbolisiert wird.
{\displaystyle {\vec {v}}={\dot {\vec {r}}}_{P}={\dot {s}}\,{\frac {{\text{d}}{\vec {r}}_{P}}{{\text{d}}s}}={\dot {s}}\,{\begin{pmatrix}\cos {\frac {s}{l}}\\\sin {\frac {s}{l}}\\\end{pmatrix}}=v\,{\vec {e}}_{T}\quad {\text{mit dem Tangenteneinheitsvektor }}{\vec {e}}_{T}={\frac {{\text{d}}{\vec {r}}_{P}}{{\text{d}}s}}={\begin{pmatrix}\cos {\frac {s}{l}}\\\sin {\frac {s}{l}}\\\end{pmatrix}}={\begin{pmatrix}\cos {\varphi }\\\sin {\varphi }\\\end{pmatrix}}={\vec {e}}_{\varphi }}
Mit {\displaystyle {\vec {e}}_{N}\cdot {\vec {e}}_{T}=0} lässt sich aus der Newtonschen Bewegungsgleichung die Tangentialkraft {\displaystyle {\vec {F}}_{\|}=F_{\|}\,{\vec {e}}_{T}} berechnen:
{\displaystyle F_{\|}=m\,{\vec {a}}\cdot {\vec {e}}_{T}=-mg\,{\vec {e}}_{z}\cdot {\vec {e}}_{T}+F_{Z}\,{\vec {e}}_{N}\cdot {\vec {e}}_{T}=-mg\,\sin {\varphi }\quad {\text{und}}\quad {\vec {F}}_{\|}=F_{\|}\,{\vec {e}}_{T}=-mg\,\sin {\varphi }\,{\vec {e}}_{\varphi }}
Diese Kraft wirkt entlang der Bewegungsrichtung des Pendels und ist am größten, wenn das Pendel im Umkehrpunkt seiner Schwingung seine höchste Lage erreicht.
Für die Zwangskraft ist die Beschleunigung als zeitliche Ableitung der Geschwindigkeit zu berechnen:
{\displaystyle {\vec {a}}={\dot {\vec {v}}}={\ddot {s}}\,{\frac {{\text{d}}{\vec {r}}_{P}}{{\text{d}}s}}+{\dot {s}}^{2}\,{\frac {{\text{d}}^{2}{\vec {r}}_{P}}{{\text{d}}s^{2}}}={\ddot {s}}\,{\vec {e}}_{T}+{\frac {v^{2}}{l}}{\begin{pmatrix}-\sin {\frac {s}{l}}\\\cos {\frac {s}{l}}\\\end{pmatrix}}={\ddot {s}}\,{\vec {e}}_{T}+{\frac {v^{2}}{l}}\,{\vec {e}}_{N}\quad {\text{mit dem Normaleneinheitsvektor }}{\vec {e}}_{N}={\begin{pmatrix}-\sin {\frac {s}{l}}\\\cos {\frac {s}{l}}\\\end{pmatrix}}={\begin{pmatrix}-\sin {\varphi }\\\cos {\varphi }\\\end{pmatrix}}=-{\vec {e}}_{r}}
Die Zwangskraft ergibt sich aus der Normalkomponente der Newtonschen Bewegungsgleichung:
{\displaystyle m\,{\vec {a}}\cdot {\vec {e}}_{N}=m\,\left({\ddot {s}}\,{\vec {e}}_{T}+{\textstyle {\frac {v^{2}}{l}}}\,{\vec {e}}_{N}\right)\cdot {\vec {e}}_{N}=(m\,{\vec {g}}+F_{Z}\,{\vec {e}}_{N})\cdot {\vec {e}}_{N}=-mg\,{\vec {e}}_{z}\cdot {\vec {e}}_{N}+F_{Z}\,{\vec {e}}_{N}\cdot {\vec {e}}_{N}}
Mit {\displaystyle {\vec {e}}_{T}\cdot {\vec {e}}_{N}=0}, {\displaystyle {\vec {e}}_{N}\cdot {\vec {e}}_{N}=1} und {\displaystyle {\vec {e}}_{z}\cdot {\vec {e}}_{N}=\cos {\varphi }} gilt für die Zwangskraft
{\displaystyle F_{Z}=m{\textstyle {\frac {v^{2}}{l}}}+mg\cos {\varphi }}
Das Geschwindigkeitsquadrat {\displaystyle v^{2}} folgt aus der Energieerhaltung beim Fadenpendel
{\displaystyle E_{\text{kin}}+E_{\text{pot}}={\textstyle {\frac {m}{2}}}v^{2}+mgl(1-\cos {\varphi })=mgl(1-\cos {\varphi }_{0})\quad \Rightarrow \quad v^{2}=2gl(\cos {\varphi }-\cos {\varphi }_{0})}
Für die Zwangskraft {\displaystyle F_{Z}} bedeutet dies
{\displaystyle F_{Z}=m{\textstyle {\frac {v^{2}}{l}}}+mg\cos {\varphi }=m{\textstyle {\frac {2gl(\cos {\varphi }-\cos {\varphi }_{0})}{l}}}+mg\cos {\varphi }=mg(3\cos {\varphi }-2\cos {\varphi }_{0})}
An den Umkehrpunkten {\displaystyle \varphi =\varphi _{0}} ist die Zwangskraft {\displaystyle F_{Z,{\text{min}}}=mg\cos {\varphi }_{0}} und am tiefsten Punkt der Pendelschwingung mit {\displaystyle F_{Z,{\text{max}}}=mg(3-2\cos {\varphi }_{0})} maximal. Für {\displaystyle \cos {\varphi }_{0}=\cos {\text{48°}}\approx {\textstyle {\frac {2}{3}}}} erreicht {\displaystyle F_{Z,{\text{max}}}\approx {\textstyle {\frac {5}{3}}}mg}.

### Tangentialkraft auf ein Objekt, das sich entlang einer Zykloide bewegt

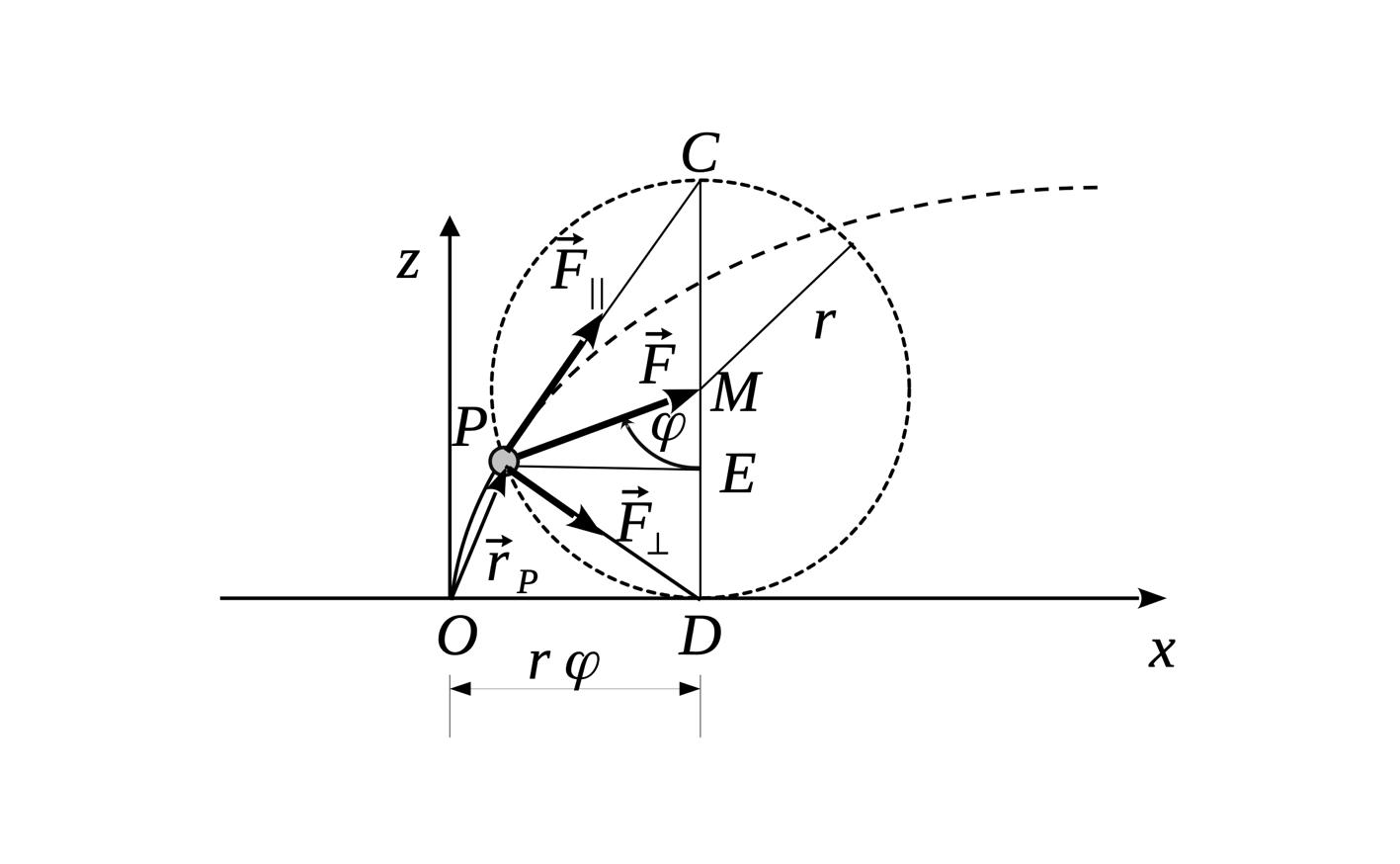
Tangential- und Zentripetalkraft auf ein Teilchen entlang einer Zykloide

Ein Kreis mit dem Radius {\displaystyle r} rollt ohne Schlupf auf einer Geraden ab. Die Geschwindigkeit {\displaystyle v} des Kreismittelpunktes {\displaystyle M} sei konstant {\displaystyle v_{M}=r\omega } mit der Kreisfrequenz {\displaystyle \omega }. Ein Punkt {\displaystyle P} auf dem Kreisumfang bewegt sich auf einer gewöhnlichen Zykloide. Die Gleichungen der Zykloide in einem kartesischen Koordinatensystem {\displaystyle (x,z)} lauten mit dem Drehwinkel {\displaystyle \varphi =\omega t}:
{\displaystyle {\vec {r}}_{P}={\begin{pmatrix}x\\z\\\end{pmatrix}}={\begin{pmatrix}r\varphi -r\sin \varphi \\r-r\cos \varphi \\\end{pmatrix}}=r{\begin{pmatrix}\omega t-\sin \omega t\\1-\cos \omega t\\\end{pmatrix}}=r{\begin{pmatrix}\omega t\\1\\\end{pmatrix}}-r{\begin{pmatrix}\sin \omega t\\\cos \omega t\\\end{pmatrix}}={\overrightarrow {OM}}-{\overrightarrow {PM}}}
Die Geschwindigkeit {\displaystyle {\vec {v}}} des Punktes {\displaystyle P} ist die Zeitableitung {\displaystyle {\dot {\vec {r}}}_{P}}. (Symbol: {\displaystyle ^{.}=\partial /\partial t})
{\displaystyle {\vec {v}}={\dot {\vec {r}}}_{P}={\begin{pmatrix}{\dot {x}}\\{\dot {z}}\\\end{pmatrix}}=r\omega {\begin{pmatrix}1-\cos \omega t\\\sin \omega t\\\end{pmatrix}}=r\omega {\begin{pmatrix}2\sin ^{2}(\omega t/2)\\2\sin(\omega t/2)\cos(\omega t/2)=\\\end{pmatrix}}=2r\omega \sin(\omega t/2){\begin{pmatrix}\sin(\omega t/2)\\\cos(\omega t/2)\\\end{pmatrix}}=v{\vec {e}}_{\|}}
mit dem Tangenteneinheitsvektor {\displaystyle {\vec {e}}_{\|}}
{\displaystyle {\vec {e}}_{\|}={\begin{pmatrix}\sin(\omega t/2)\\\cos(\omega t/2)\\\end{pmatrix}}}
und dem Geschwindigkeitsbetrag
{\displaystyle v=2r\omega \sin(\omega t/2).}
Deutliche Vereinfachungen ermöglichten die Beziehungen der halben Argumente {\displaystyle \sin ^{2}(\omega t/2)={\textstyle {\frac {1}{2}}}(1-\cos \omega t)} und der doppelten Argumente {\displaystyle \sin \omega t=2\sin(\omega t/2)\cos(\omega t/2)}.
Die Beschleunigung {\displaystyle {\vec {a}}} ist eine weitere Zeitableitung der Geschwindigkeit {\displaystyle {\vec {v}}}:
{\displaystyle {\vec {a}}={\dot {\vec {v}}}={\begin{pmatrix}{\ddot {x}}\\{\ddot {z}}\\\end{pmatrix}}=r\omega ^{2}{\begin{pmatrix}\sin \omega t\\\cos \omega t\\\end{pmatrix}}||{\overrightarrow {PM}}}
Der Punkt {\displaystyle P} auf dem Kreis wird mit der konstanten Beschleunigung {\displaystyle a=|{\vec {a}}|=r\omega ^{2}} hin zum Kreismittelpunkt {\displaystyle M} gezogen. Der Vektor {\displaystyle {\overrightarrow {DP}}} von der momentanen Drehachse {\displaystyle D} hin zum Punkt {\displaystyle P} lautet
{\displaystyle {\overrightarrow {DP}}=-{\overrightarrow {OD}}+{\vec {r}}_{P}={\begin{pmatrix}-r\omega t\\0\\\end{pmatrix}}+{\begin{pmatrix}r\omega t-r\sin \omega t\\r-r\cos \omega t\\\end{pmatrix}}=r{\begin{pmatrix}-\sin \omega t\\1-\cos \omega t\\\end{pmatrix}}=r{\begin{pmatrix}-2\sin(\omega t/2)\cos(\omega t/2)\\2\sin ^{2}(\omega t/2)\\\end{pmatrix}}=2r\sin(\omega t/2){\begin{pmatrix}-\cos(\omega t/2)\\\sin(\omega t/2)\\\end{pmatrix}}\,\bot \ {\vec {v}}}
Die Geschwindigkeit {\displaystyle {\vec {v}}} steht senkrecht auf der Seite DP und der Kreis um {\displaystyle M} wird zum Thales-Kreis. Die Geschwindigkeit {\displaystyle {\vec {v}}} muss also immer auf den Punkt {\displaystyle C} zeigen.
Die Kraft {\displaystyle {\vec {F}}} beträgt für ein Teilchen im Punkt {\displaystyle P} mit der Masse {\displaystyle m}:
{\displaystyle {\vec {F}}=m{\vec {a}}=m\omega ^{2}r{\begin{pmatrix}\sin \omega t\\\cos \omega t\\\end{pmatrix}}=F_{\|}{\vec {e}}_{\|}+F_{\bot }{\vec {e}}_{\bot }\quad {\text{mit }}{\vec {e}}_{\bot }={\begin{pmatrix}-\cos(\omega t/2)\\\sin(\omega t/2)\\\end{pmatrix}}\,\bot \ {\vec {e}}_{\|}={\begin{pmatrix}\sin(\omega t/2)\\\cos(\omega t/2)\\\end{pmatrix}}}
Die Tangentialkraft {\displaystyle {\vec {F}}_{\|}} weist ebenfalls nach {\displaystyle C} mit der Komponente:
{\displaystyle F_{\|}={\vec {F}}_{\|}\cdot {\vec {e}}_{\|}=m\omega ^{2}r{\begin{pmatrix}\sin \omega t\\\cos \omega t\\\end{pmatrix}}\cdot {\begin{pmatrix}\sin(\omega t/2)\\\cos(\omega t/2)\\\end{pmatrix}}=m\omega ^{2}r[\sin \omega t\sin(\omega t/2)+\cos \omega t\cos(\omega t/2)]=m\omega ^{2}r\cos[\omega t-(\omega t/2)]=m\omega ^{2}r\cos(\omega t/2)}
Die Normalkraft {\displaystyle {\vec {F}}_{\bot }} verläuft entlang der Seite DP und ihre Komponente ist
{\displaystyle F_{\bot }={\vec {F}}_{\bot }\cdot {\vec {e}}_{\bot }=m\omega ^{2}r{\begin{pmatrix}\sin \omega t\\\cos \omega t\\\end{pmatrix}}\cdot {\begin{pmatrix}-\cos(\omega t/2)\\\sin(\omega t/2)\\\end{pmatrix}}=m\omega ^{2}r[\cos \omega t\sin(\omega t/2)-\sin \omega t\cos(\omega t/2)]=-m\omega ^{2}r\sin[\omega t-(\omega t/2)]=-m\omega ^{2}r\sin(\omega t/2)}
Die Kraft {\displaystyle {\vec {F}}} beträgt für ein Teilchen im Punkt {\displaystyle P} mit der Masse {\displaystyle m}:
{\displaystyle {\vec {F}}=m{\vec {a}}={\vec {F}}_{\|}+{\vec {F}}_{\bot }=m\omega ^{2}r\cos(\omega t/2){\begin{pmatrix}\sin(\omega t/2)\\\cos(\omega t/2)\\\end{pmatrix}}-m\omega ^{2}r\sin(\omega t/2){\begin{pmatrix}-\cos(\omega t/2)\\\sin(\omega t/2)\\\end{pmatrix}}=m\omega ^{2}r{\begin{pmatrix}2\sin(\omega t/2)\cos(\omega t/2)\\\cos ^{2}(\omega t/2)-\sin ^{2}(\omega t/2)\\\end{pmatrix}}=m\omega ^{2}r{\begin{pmatrix}\sin \omega t\\\cos \omega t\\\end{pmatrix}}}
mit dem Betrag {\displaystyle |{\vec {F}}|=|{\vec {F}}_{\|}+{\vec {F}}_{\bot }|=m\omega ^{2}r}.

## Arbeit der Tangentialkraft
Die mechanische Arbeit {\displaystyle {\text{d}}A} ist definiert als Kraftkomponente mal Weg oder Kraft mal Wegkomponente und ist definiert als:
{\displaystyle {\text{d}}A={\vec {F}}\cdot {\text{d}}{\vec {s}}=F\,{\text{d}}s\cos \measuredangle ({\vec {F}},{\vec {s}})}
Wirkt eine Tangentialkraft auf einen Körper, so verrichtet sie Arbeit und ändert dessen Energie. Dieser Beitrag zur mechanischen Arbeit wird für eine reine Tangentialkraft {\displaystyle {\vec {F}}_{\|}} maximal zu {\displaystyle {\text{d}}A_{\text{max}}=F_{\|}\,{\text{d}}s}.